# Qatar Sports Investments
Oryx Qatar Sports Investments kortgezegd QSI is een Qatarese investeringsmaatschappij opgericht in 2005 en gevestigd in Doha, Qatar. Het bedrijf staat vooral bekend om de overname van Paris Saint-Germain. Ze zijn ook voor een deel eigenaar van het SC Braga. De voorzitter is Nasser Al-Khelaïfi.

## Paris Saint-Germain
Tamim bin Hamad Al Thani, de Emir van Qatar, kocht 70% van de aandelen van de club Paris Saint-Germain in juni 2011 via staatsaandeelhouder Qatar Sports Investments (QSI), een dochteronderneming van Qatar Investment Authority (QIA), het soevereine vermogensfonds van het land, Qatar. Alleen Colony Capital (29%) en Butler (1%) bleven minderheidsaandeelhouders. Al Thani benoemde na de overname meteen QSI-voorzitter Nasser Al-Khelaifi tot clubpresident van de club. Elke belangrijke beslissing gaat eerst via Al-Khelaifi, maar Al Thani heeft het laatste woord. In maart 2012 kocht QSI het resterende aandal van 30% om de enige aandeelhouder van PSG te worden. Waarbij de waarde van de club op dat moment rond de 100 miljoen werd geschat.

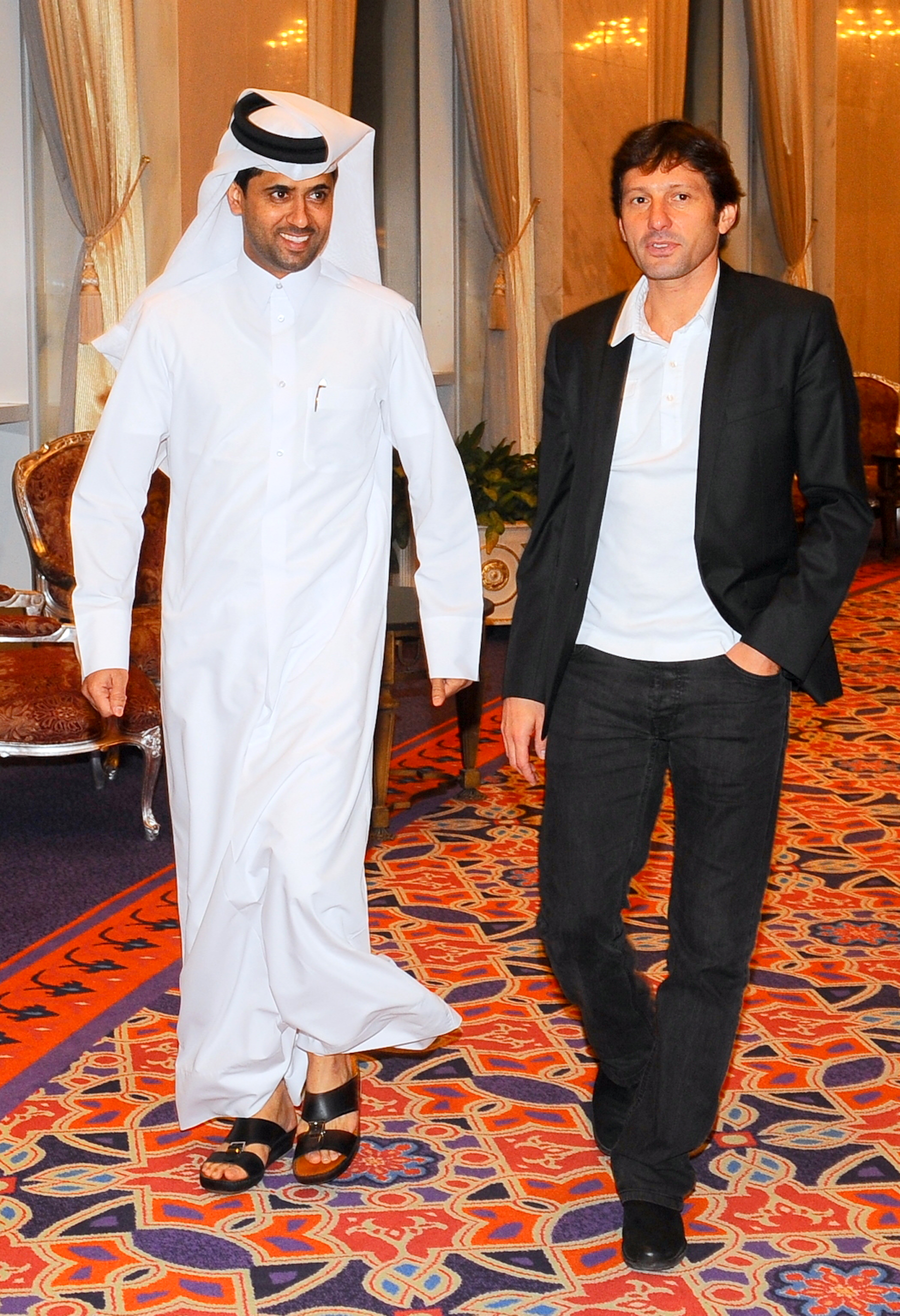
Nasser Al-Khelaïfi en Leonardo bij een PSG-top in Doha, Qatar.

Al Thani richtte QSI op in 2005 en is ook de voorzitter van de raad van bestuur van QSI's moederbedrijf QIA. Hij heeft het oliegeld van het land gebruikt om de Parijse club financieel te steunen via QSI, de QIA en andere staatsbedrijven zoals de Qatar Tourism Authority (QTA), de Qatar National Bank (QNB) en Ooredoo. PSG is dus een staatsclub, wat hen een van de rijkste teams ter wereld maakt door Qatar.
Paris Saint-Germain is van een club die vroeger haperde in de Ligue 1 tot een van Europa's eliteclubs omgetoverd. QSI heeft meer dan €1 miljard aan spelers uitgegeven, waardoor de club zowel de Franse topploeg de kanshebber voor de UEFA Champions League is geworden. Sinds 2011 domineert de club het Franse voetbal, maar de Champions League is tot nu toe ongrijpbaar gebleven. De enorme uitgaven van PSG hebben de club ook diverse problemen met de UEFA en haar Financial Fair Play-reglementen (FFP) opgeleverd.

### WK 2022
De strategie achter de overname van PSG door Qatar was om zichzelf wereldwijd als een groot voetballand voor te doen voordat het WK van 2022 zou worden georganiseerd. In november 2010, vlak voor de stemming over het WK, ontmoette UEFA-voorzitter Michel Platini destijds in het Élysée-paleis de Franse president Nicolas Sarkozy, de emir van Qatar Al Thani en de premier van Qatar. Sarkozy is een bekende supporter van PSG, dat op dat moment financiële problemen had onder het beheer van Colony Capital. Na die ontmoeting veranderde Platini zijn stemintentie en ging het WK van de VS naar Qatar, en zes maanden later kocht QSI de club PSG.

### Eerste UEFA onderzoek
In augustus 2012 tekende PSG een contract met de Qatar Tourism Authority (QTA) om Qatar te promoten. In ruil hiervoor betaalde de Qatarese regeringstak PSG, €1,075 miljard over 5 seizoenen. Inclusief €100m voor het eerste seizoen. Hoewel de overeenkomst van het contract officieel werd gemaakt in oktober 2013, bedong het contract twee betalingen met terugwerkende kracht van €100m en €200m voor de seizoenen 2011-12 en 2012-13, waardoor hun verliezen voor die periode werden weggevaagd van de club uit Parijs.
De dure aanwinsten Thiago Silva, Zlatan Ibrahimović, Edinson Cavani en David Luiz kwamen naar de club, maar niet zonder gevolgen. In oktober 2013 stelde de UEFA vast dat de QTA-deal - met een waarde van €200 miljoen per jaar en met een handige terugwerkende werking tot 2012 - een aparte opgedreven prijs had om PSG te helpen de UEFA Financial Fair Play Regulations (FFP) te omzeilen, die clubs ervan moeten weerhouden meer uit te geven dan ze verdienen.
Als gevolg daarvan halveerde het Club Financial Control Body (CFCB) van de UEFA in april 2014 de waarde van de deal van €200 miljoen naar €100 miljoen. Door de herziene taxatie van de UEFA liep het tekort van PSG voor het seizoen 2013-14 op tot €107 miljoen - meer dan het dubbele van het bedrag dat is toegestaan volgens de FFP-regels. Onvermijdelijk bestrafte de UEFA de club PSG voor het overtreden van de FFP-regels in mei 2014. De FFP-sancties omvatten met name een boete van 60 miljoen euro, naast andere sportieve en financiële maatregelen. In september 2015 hief de UEFA de aan de Parijse club opgelegde beperkingen op. In augustus 2016 verlengden PSG en de QTA hun samenwerking tot juni 2019, nadat hun aanvankelijke vierjarige contract in juni 2016 afliep.

### Tweede UEFA onderzoek
In augustus 2017 activeerde PSG de clausule van FC Barcelona speler Neymar van € 220 miljoen waardoor hij de duurste transfer in de voetbalgeschiedenis werd. Later die maand sloot Kylian Mbappé zich aan bij PSG van AS Monaco op leen-basis met een koop-optie van 145 miljoen. Hij werd de op één na duurste speler ter wereld toen de deal in juli 2018 definitief werd gemaakt. PSG zou Monaco nog eens €35 miljoen moeten betalen (waardoor het transfer-totaal zou oplopen tot €180 miljoen) als ze Mbappé verkopen voordat zijn contract afloopt in 2022 of als de speler verlengt bij PSG. De UEFA opende onmiddellijk een nieuw, Financial Fair Play-onderzoek naar PSG. In juni 2018 sprak de UEFA de club vrij van het overtreden van de FFP-regels voor 2015, 2016 en 2017.
Ondanks de sancties devalueerde de UEFA de Qatar-deals van de club met de QTA, de Qatar National Bank (QNB) en Ooredoo. Het QTA-contract ging van €100m naar €58m. De UEFA waarschuwde PSG ook dat het QTA-contract na juni 2019 niet meer in aanmerking zou worden genomen. Tot slot bracht de club de €50 miljoen aan spelersverkopen binnen die de UEFA voor eind juni 2018 eiste om zich aan te passen aan FFP.
In september 2018 kondigde de UEFA echter aan het onderzoek naar PSG over de driejarige periode van sancties in 2015-2017 te heropenen. PSG ging in november 2018 in beroep bij het Hof van Arbitrage voor de Sport (CAS). Enkele dagen later schortte de UEFA het onderzoek tijdelijk op totdat het CAS-uitspraak doet over het beroep van PSG. In maart 2019 bevestigde het CAS het beroep van PSG tegen de UEFA met betrekking tot FFP. Dit betekende dat de oorspronkelijke beslissing van de UEFA terug in juni 2018 definitief was, zodat PSG FFP-sancties voor 2015, 2016 en tot de zomer van 2017 ontliep. De Franse club moest echter nog steeds spelers verkopen om hun boeken in evenwicht te brengen en problemen met de UEFA-regelgeving te voorkomen. Ze verdienden 66 miljoen euro en voldeden daarmee aan de eis van 60 miljoen euro aan spelersverkopen die de UEFA heeft gesteld voor eind juni 2019.

## SC Braga
Op 10 oktober 2022 maakte SC Braga bekend dat 21,67% van de club is overgenomen door Qatar Sports Investments, ze betaalde € 80 miljoen euro. Qatar Sports Investments is ook eigenaar van de Franse topclub, Paris Saint-Germain.

## Bestuur

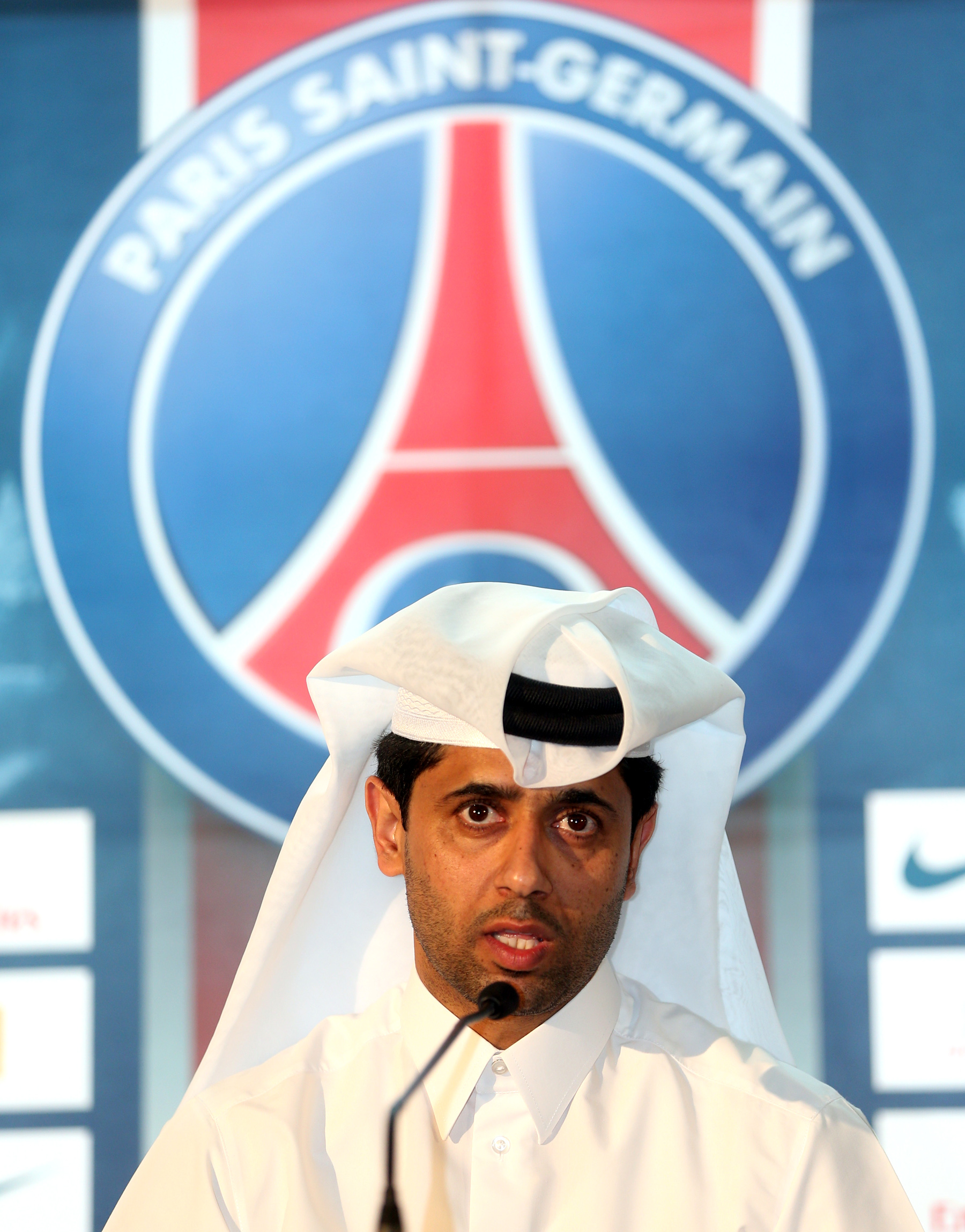
Nasser bin Ghanim Al-Khelaïfi, president van Paris Saint-Germain.

De inkomsten van QSI worden geïnvesteerd door de emir van Qatar genaamd Tamim bin Hamad al-Thani. QSi wordt geleid door voorzitter Nasser Al-Khelaifi, die ook president is van Paris Saint-Germain, voorzitter van de (ECA) European Club Association, de Qatar Tennis Federation en vicepresident van de Asian Tennis Federation for West Asia. De vicevoorzitter is Adel Mohammed Tayyeb Mustafawi en de tweede vicevoorzitter is Wes Meadows en de raad van bestuur met zo'n drie extra leden.

## Investeringen
Ook investeerde QSi in Burrda, een Qatarees sportmerk en sport- en vrijetijdskleding in 2007 en NextStep Marketing gespecialiseerd in klant-representaties, directe merchandising en event management.
Volgens Una Galani beheert QSI ook Qatarese ministerie van Financiën en het Qatar Olympisch Comité.